# 야인시대 (비디오 게임)
야인시대는 SBS에서 방영된 동명의 원작 대하드라마 1부를 바탕으로 만들어진 진행형 격투 게임이다.

## 시놉시스
아래는 패키지 뒷면에서 발췌한 내용이다.
```
때는 
일제 강점기
, 
종로
의 상권을 둘러싸고 조선과 일본이 대립한다. 주먹패는 상인들을 괴롭히고, 일본인과 손을 잡아 종로의 평화를 어지럽힌다. 백야 
김좌진
 장군의 아들, 
김두한
과 만주 최고의 협객 
시라소니
... 두 사람은 
신마적
을 비롯한 조선의 주먹패와 종로를 차지하려는 일본인의 야수에서 종로의 상권을 지키고, 힘없는 사람들을 지키기 위해 홀연히 일어서게 된다. 
일본 경찰
과 
헌병대
, 두 사람을 시기하는 기존의 주먹패들의 거센 대항은 거세지고... 김두한과 시라소니... 이들을 바라보는 사람들의 염원을 안고, 두 사람은 종로를 평정하기 위해 거리로 나선다!
```

## 비판
- 등장 인물들 상당수에서 다른 격투 게임 캐릭터들을 표절했다.

- 김두한: 로버트 가르시아 표절
- 시라소니: 켄 마스터즈 표절
- 신마적: 쿠사나기 쿄 표절
- 구마적: 루갈 번스타인 표절
- 시바루: 앤디 보가드 표절
- 마루오까: 다이몬 고로 표절

## 같이 보기
- 야인시대